# Daphne gnidium
Lo gnidio o erba corsa (Daphne gnidium L.)  è un arbusto sempreverde della famiglia delle Thymelaeacee, diffusa nel bacino del Mediterraneo.

## Descrizione
Caratterizzato dai rami molto eretti (circa un metro e mezzo di altezza), dal denso fogliame e da piccoli fiori bianchi.

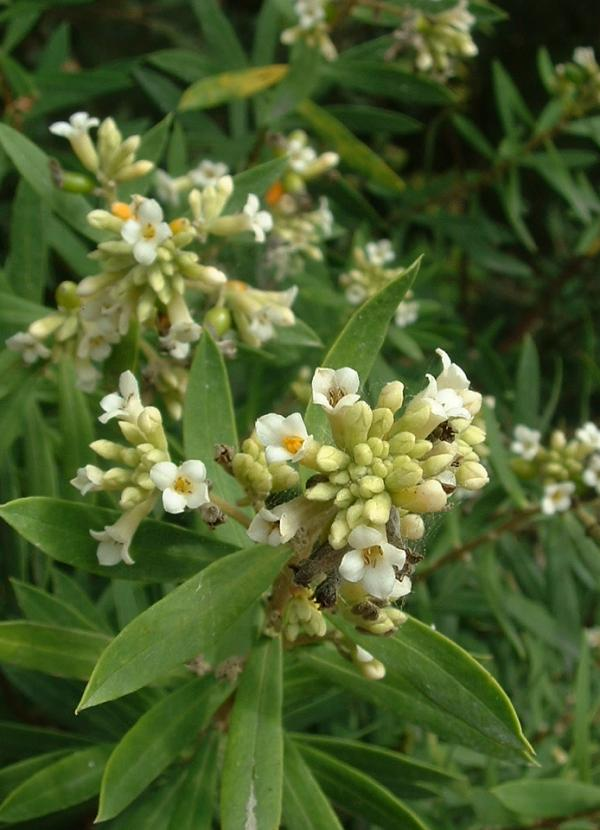
Fioritura
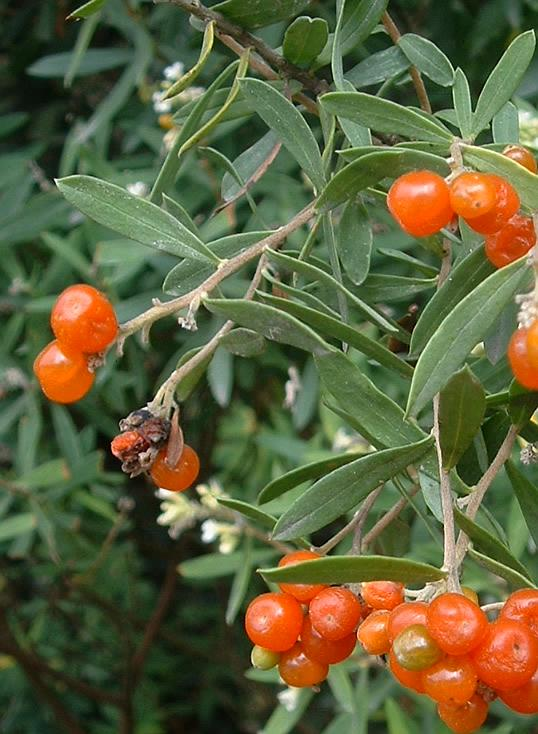
Bacche non mature

## Distribuzione e habitat
La specie è diffusa in Europa meridionale (Portogallo, Spagna, Francia, Italia, Albania, Grecia) e Nord Africa (Marocco, Algeria, Tunisia) nonché nelle isole Canarie.
Cresce nella macchia mediterranea, molto diffusa anche nei terreni incolti e rocciosi oppure incendiati e degradati.

## Usi
In Sardegna (nota anche come "truvusciu") veniva impiegata per la lavorazione dell'orbace (lana grezza), ha infatti eccellenti proprietà tintorie in diverse tonalità di giallo e grazie alle sue proprietà antisettiche serviva per azzerare la presenza di microorganismi o di germi patogeni.
Le bacche contengono sostanze tossiche, venivano utilizzate per avvelenare le acque e stordire i pesci nella pesca di frodo, in particolare dell'anguilla (pesca vàregu). Nelle radici è contenuta una sostanza urticante.
Anticamente i rami, abilmente scorticati, venivano usati per il confezionamento di cestini.